# Filip Orlik

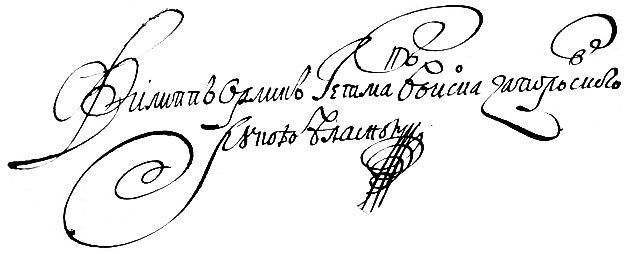
Autograf Filipa Orlika (ostatnia strona "Paktów i konstytucji praw i wolności Wojska Zaporoskiego..."

Filip Orlik herbu Nowina (ukr. Пилип Орлик, w języku środkowoukraińskim Филиппъ Орликъ, łac. Philippus Orlik, ur. 11 października?/21 października 1672 we wsi Kasuta koło Oszmiany, zm. 24 maja 1742 w Jassach) – hetman kozacki na uchodźstwie (1710–1742), poeta, publicysta. Był jednym z autorów Konstytucji Benderskiej (1710) – aktu konstytucyjnego, który niektórzy historycy uznają za pierwszą ukraińską konstytucję, de facto stanowiącego projekt kozackiego społecznego kontraktu.

## Życiorys
Urodził się w Kosucie (powiat oszmiański, województwo wileńskie, obecnie rejon wilejski na Białorusi) w rodzinie szlacheckiej Orlików herbu Nowina, która miała czeskie, polskie oraz litewsko-białoruskie korzenie. Podczas wojen husyckich w XV wieku przodkowie Orlików wyemigrowali do Królestwa Polskiego, a stamtąd przeniosły się do Wielkiego Księstwa Litewskiego. Ojciec Filipa Orlika, Stefan Orlik, był katolikiem, zginął w bitwie pod Chocimiem. Matka, Irena Orlik (z domu Małachowska) była prawosławna i w tym obrządku ochrzciła syna. Przyszły hetman uczył się prawdopodobnie w kolegium jezuickim w Wilnie, później w Akademii Kijowsko-Mohylańskiej, którą ukończył prawdopodobnie w 1694 roku. Zdobył solidne wykształcenie, wykazywał szczególne uzdolnienia w dziedzinie teologii, filozofii, historii, poezji, retoryki i logiki, dobrze władał, oprócz ukraińskiego, także polskim, łaciną, cerkiewnosłowiańskim oraz innymi językami.
Istotną rolę w życiu Filipa Orlika odegrał jego nauczyciel, profesor retoryki i filozofii, myśliciel Stefan Jaworski, który później został metropolitą riazańskim. To on wspierał swojego ucznia w karierze w kancelariach kościelnych. Istnieje hipoteza, że Orlik „zamierzał się ostrzyc”, to jest zostać postrzyżonym na mnicha. Jednak ostatecznie wybrał on karierę w administracji kozackiej. 23 listopada 1698 r. poślubił Hanną Hercyk, córkę pułkownika połtawskiego Pawła Hercyka. Hanna Hercyk była siostrą Grzegorza Hercyka, którego żoną była wnuczka hetmana Iwana Mazepy. Zawarcie małżeństwa z Hanną Hercyk przyczyniło się do rozwoju kariery Orlika w administracji kozackiej. Mazepa  został ojcem chrzestnym ich pierwszego syna Gregorza, który urodził się w 1702 roku.
W ciągu pierwszej dekady XVII wieku zrobił szybką karierę w Generalnej Kancelarii Wojskowej Hetmanatu. Pełnił funkcję kancelisty, następnie starszego kancelisty, a później rejenta. W roku 1708 został pisarzem generalnym Hetmanatu i najbliższym współpracownikiem hetmana Mazepy. Po bitwie pod Połtawą wraz z nim, królem Szwecji Karolem XII i wieloma Kozakami emigrował na terytorium Imperium Osmańskiego. Król i hetman, a wraz z nimi Orlik zatrzymali się w miejscowości Bendery. 2 października 1709 Mazepa zmarł. Pół roku po jego śmierci, 5 (16) kwietnia 1710, Filip Orlik został obrany hetmanem. Tego dnia zatwierdzono zredagowaną przez Orlika Konstytucję Benderską (Pakty i konstytucje praw i wolności Wojska Zaporoskiego…), która w historiografii ukraińskiej jest uznawana przez niektórych historyków za pierwszą konstytucję Ukrainy. Dokument ten został napisany w języku środkowoukraińskim oraz łacińskim. Pakty i konstytucje praw i wolności Wojska Zaporoskiego… nigdy nie weszły w życie na lewym brzegu Dniepru. 10 (21) maja 1710 roku wybór hetmana oraz Pakty i konstytucje praw i wolności Wojska Zaporoskiego… zostały oficjalnie zatwierdzone przez szwedzkiego monarchę.   
Za poparciem Karola XII Filip Orlik wszedł w sojusz z Tatarami krymskimi oraz Imperium Osmańskim, a 8 listopada 1710 roku to ostatnie, wspierając hetmana, ogłosiło wojnę Rosji. wojnę z Moskwą. 8 listopada 1710 roku  wypowiedziała wojnę Rosji. Na początku 1711 Orlik zawarł sojusz z chanem krymskim Dewletem II Girejem (Kairska umowa). Po zawarciu tego sojuszu, razem z Tatarami oraz Polakami pod dowództwem Józefa Potockiego – zwolennikami Stanisława Leszczyńskiego, ruszył na Ukrainę Prawobrzeżną. Początkowo odnosił sukcesy w walkach z Rosjanami, później jednak, na wieść o nadchodzeniu dużych sił rosyjskich pod wodzą feldmarszałka Borysa Szeremietiewa hetmana opuścili Polacy, a wśród Tatarów następowały masowe dezercje i rabunki ukraińskiej ludności cywilnej. Siły Orlika stopniały na tyle, że był on zmuszony powrócić do Bender.  
W 1714 roku Orlik, wraz z częścią starszyzny kozackiej, skorzystał z zaproszenia Karola XII i osiedlił się w Szwecji, gdzie mieszkał do 1720 roku. Z powodu szwedzko-rosyjskich rozmów pokojowych opuścił Szwecję i przebywał kolejno w Niemczech, Austrii oraz Rzeczypospolitej. W 1720, w dobie walki o oswobodzenie się Rzeczypospolitej spod kurateli carskiej po sejmie niemym, ułożył plan antycarskiego sojuszu. W 1722 roku Orlik udał się do Imperium Osmańskiego, gdzie został osiedlony przez Turków w Salonikach. Mieszkając w tym mieście, nie przestał jednak poszukiwać wsparcia w różnych europejskich państwach, takich jak Francja, Wielka Brytania, Rzeczpospolita, Watykan, Saksonia, Prusy i inne. Wielokrotnie poruszał kwestie "sprawy ukraińskiej" i planował, wspólnie z synem Grzegorzem, kroki mające na celu uwolnienie Ukrainy spod moskiewskiego jarzma. Imperium Osmańskie próbowało wykorzystać Orlika podczas wojny rosyjsko-tureckiej (1735-1739), a on sam starał się angażować w sprawę ukraińską podczas wojny szwedzko-rosyjskiej. Zmarł 24 maja 1742 roku w mołdawskich Jassach. 

## Rodzina
Żoną Filipa Orlika była Hanna Hercyk (ur. 29 lipca 1683), która razem z mężem po bitwie pod Połtawą uciekła na tereny Imperium Osmańskiego (do Mołdawii), a następnie przeprowadziła się z mężem i dziećmi do Szwecji. Po wyjeździe ze Szwecji mieszkała przez pewien czas w Krakowie, we Wrocławiu, w Stanisławowie i niemal 15 lat przeżyła męża. Mieli siedmioro dzieci:
- Anastazja (1699–1728)
- Grzegorz (1702, Baturyn – 1759)
- Michał (ur. 1704)
- Warwara (ur. 1707)
- Jakub (1711, Bendery – 1721)
- Marta (ur. 1713)
- Maryna (ur. 1715)
- Katarzyna (ur. 1718, zmarła w dzieciństwie).

## Dziedzictwo

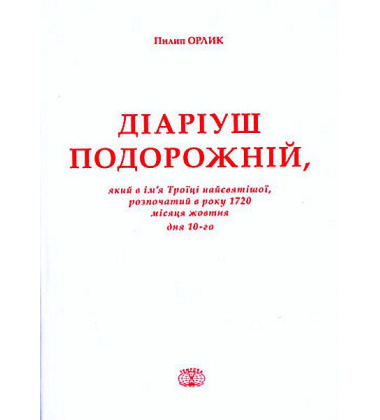
Pierwsza strona wydanego w 2013 roku faksymile „Diariusza” Filipa Orlika

Filip Orlik pozostawił po sobie wiele listów, politycznych memoriałów, książek poetyckich, wielotomowy dziennik. Po śmierci ukraińskiego hetmana, mołdawski hospodar Konstantyn Mavrokordat zajął się Archiwum Filipa Orlika. Aby je zachować, wysłał archiwum do posła Francji w Stambule markiza de Villeneuve, który przesłał je do zamku Detenwille, gdzie mieszkał syn Filipa – Grzegorz. Wśród Archiwum Filipa Orlika jest również dziennik Filipa Orlika.
Postać Filipa Orlika zainteresowała wielu historyków z różnych krajów, w tym ukraińskich (Mykoła Wasylenko, Taras Czuchlib), polskich (Józef Andrzej Gierowski, Piotr KrolI), rosyjskich (Tatiana Tairowa-Jakowlewa), francuskich (Iryna Dmytryszyn) oraz kanadyjskich (Orest Subtelny). W czerwcu 2011 roku, z okazji 15. rocznicy uchwalenia Konstytucji Ukrainy oraz w ramach obchodów 295. rocznicy przyjęcia Konstytucji Filipa Orlika, w Kijowie odsłonięto pomnik tego wybitnego ukraińskiego hetmana. Monument znajduje się w skwerze na skrzyżowaniu ulic Lipskiej i Filipa Orlika.
Pamięć o Filipu Orliku jest również czczona poza granicami Ukrainy. W jego rodzinnej wsi Kasyta, w rejonie wilejskim obwodu mińskiego na Białorusi, odsłonięto pamiątkowy znak. Co roku do inwazji rosyjskiej na Ukrainę 24 lutego 2022, w dniu św. Piotra i Pawła, odbywają się tam uroczystości upamiętniające Orlika. 29 czerwca 2011 roku w szwedzkim mieście Krystianstad miało miejsce uroczyste otwarcie pomnika oraz tablicy pamiątkowej poświęconej Orlikowi, z okazji 300-lecia Konstytucji Benderskiej oraz 15-lecia współczesnej konstytucji Ukrainy. Inicjatorem tego wydarzenia było Ambasada Ukrainy w Szwecji, a sam pomnik, jako dar Ukrainy dla Krystianstadu, został wykonany przez ukraińskich rzeźbiarzy Olesia Sydoruka i Borysa Kryłowa. W ceremonii wzięli udział m.in. przewodniczący rady miejskiej Krystianstadu Sten Hermansson oraz ambasador Ukrainy w Szwecji, Jewhen Perebyjnis.
Imię Filipa Orlika nosi wiele ulic w Ukrainie, w tym jedna z ulic w prestiżowej dzielnicy Kijowa - Lipkach, gdzie znajduje się Sąd Najwyższy Ukrainy. Jego imię upamiętniono także w innych krajach, w tym na jednej z ulic w Wilejce na Białorusi. Pamięć o Orliku trwa, pokazując, jak ważną postacią był dla historii Ukrainy i jej konstytucyjnych tradycji.